# Inmigración venezolana en Paraguay
La inmigración venezolana en Paraguay es el movimiento migratorio desde la República Bolivariana de Venezuela hacia la República del Paraguay.
Paraguay es considerado como un país de tránsito, ya que de allí, la gran mayoría de inmigrantes venezolanos emigran finalmente hacia Brasil, Argentina o Uruguay. Además, es el destino sudamericano con menor cantidad de migrantes de esa nacionalidad; pues según datos oficiales de la Comisión Nacional de Apátridas y Refugiados, el número de venezolanos en el país con estatus de refugiados es de 9.000 personas (diciembre de 2024), aunque se estima que en la actualidad el número podría llegar a las 10.000 personas.

## Demografía
Según datos oficiales de la Dirección General de Migraciones de Paraguay (DGM), desde 2013 el número ha ido aumentando casi proporcionalmente cada año en el orden siguiente: 2088, 2321, 2827 y 2865. Sin embargo, en el 2017 se registró el ingreso de 4468 venezolanos, lapso en que Venezuela atravesó por uno de sus momentos más críticos, con manifestaciones, disturbios, ataques, heridos y muertes. 
Entre enero y febrero del 2018, entraron 399 venezolanos. En estas estadísticas, la constante de personas de quienes no se registran sus salidas es entre 300 y 600. Algunas personas pudieron haber salido de manera irregular por la frontera seca entre Brasil, Argentina o Bolivia.
Según la embajadora Elisa Ruiz Díaz de Paraguay ante la Organización de Estados Americanos (OEA), en la sesión del Consejo Permanente, entre el año 2016 y mayo del 2018, habrían llegado a Paraguay 4738 venezolanos. Aunque la directora general interina de Migraciones, Ángeles Arriola, explica que en realidad tal número de venezolanos no está residiendo en Paraguay, por ejemplo en el 2017 ingresaron 4448 venezolanos, de los cuales luego 3779 volvieron a salir y quedó un margen de 669, de estos 192 gestionaron su radicación permanente. El resto, se cree, cruzó a Brasil por las fronteras terrestres y posiblemente algunos permanezcan en situación irregular en territorio paraguayo.
En enero de 2019, la Dirección General de Migraciones registro haber otorgado 25 radicaciones temporales a ciudadanos venezolanos, 746 permanentes y 57 también permanentes. Para principios de 2019, se estima que están radicados en Paraguay entre 1.500 y 2.000 ciudadanos venezolanos.

### Evolución de la población
| Venezolanos en Paraguay | Venezolanos en Paraguay | Venezolanos en Paraguay |
| Año                     | Residentes venezolanos  | Fuente                  |
| ----------------------- | ----------------------- | ----------------------- |
| 2013                    | 722                     |                         |
| 2014                    | 770                     |                         |
| 2015                    | 850                     |                         |
| 2016                    | 1 000                   |                         |
| 2017                    | 1 700                   |                         |
| 2018                    | 3 000                   | [ 11 ]                  |
| 2019                    | 4 250                   | [ 12 ]                  |
| 2020                    | 4 852                   | [ 13 ]                  |
| 2022                    | 5 542                   | [ 3 ]                   |
| 2023                    | 7 000                   | [ 5 ]                   |
| 2024                    | 9 000                   | [ 6 ]                   |

## Gastronomía

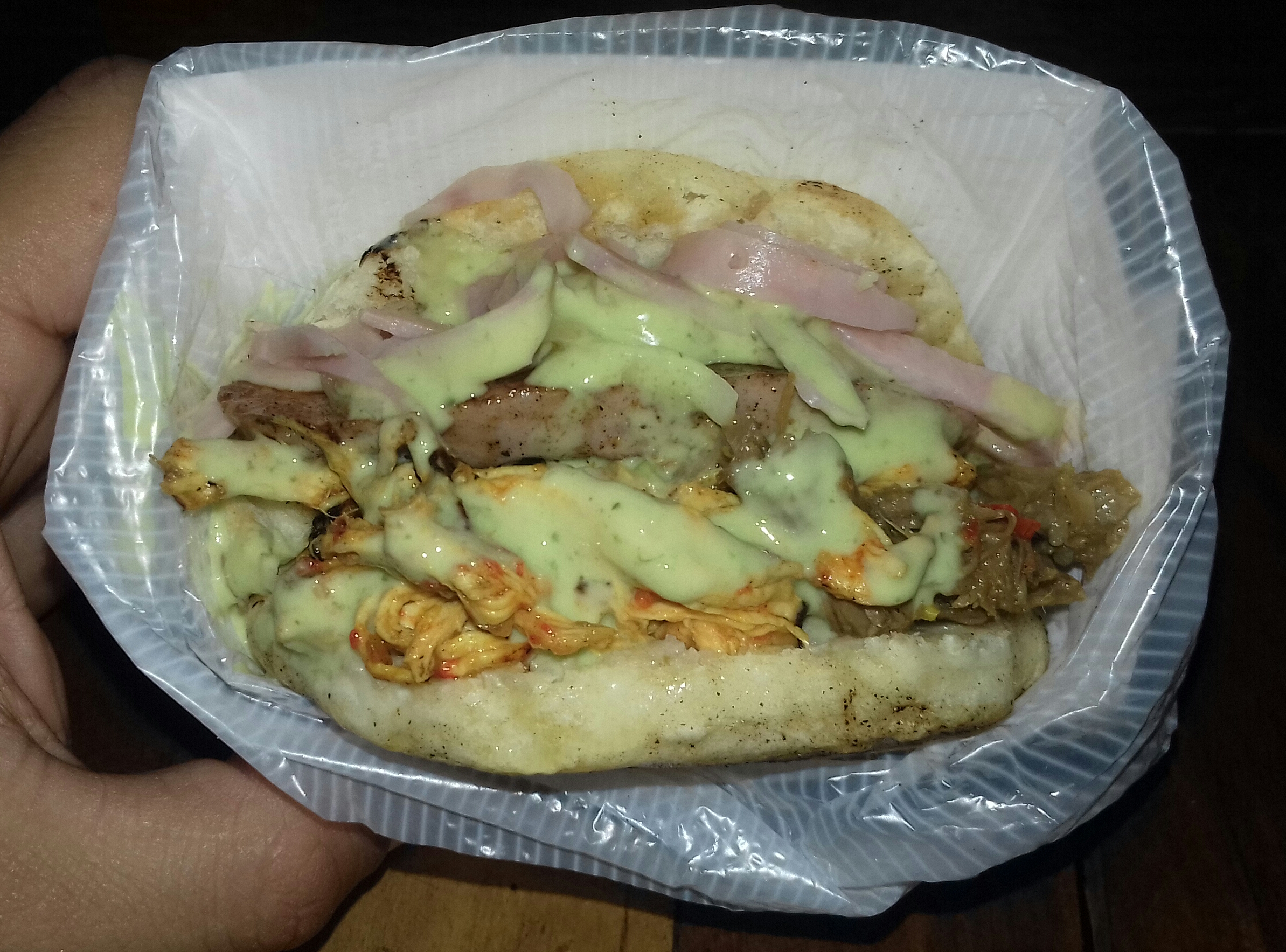
El éxito de la arepa en el paladar paraguayo, ha hecho que aparezcan versiones de la misma hechas con almidón de mandioca.

Tal vez el punto de partida, en la visualización de los inmigrantes venezolanos en el Paraguay, lo haya constituido el aspecto culinario; hasta ese momento totalmente desconocido en el país.
El caso emblemático fue el de la cobertura mediática que recibió la familia Di Marcantonio, quienes luego de huir de su tierra natal por la crisis política, social y económica; decidieron establecer un pequeño puesto donde ofrecieran platos típicos de la gastronomía venezolana, como lo son las arepas y las cachapas. La novedad del emprendimiento hizo que en poco tiempo el negocio se consolidara y que incluso surgieran locales similares en otros puntos de la capital, del área metropolitana e incluso del interior.
Hay que señalar que cada segundo sábado de setiembre, desde 2015, se festeja el "Día Mundial de la Arepa" en la emblemática calle Palma, icono de la historia y cultura asuncenas. El Día Mundial de la Arepa es un evento cultural que se celebra en todos los países donde habita una comunidad venezolana, hoy día constituido en una fiesta turística gastronómica reconocido globalmente.
El objetivo es mostrar la arepa como el plato típico icono de la identidad y cultura indígena cumanagoto (habitantes originarios de Panamá, Colombia y Venezuela) haciendo del maíz el famoso pan denominado arepa, hoy representada en el mundo como producto turístico gastronómico y destacar la capacidad de interrelación de ésta pan con la gastronomía de cada país.

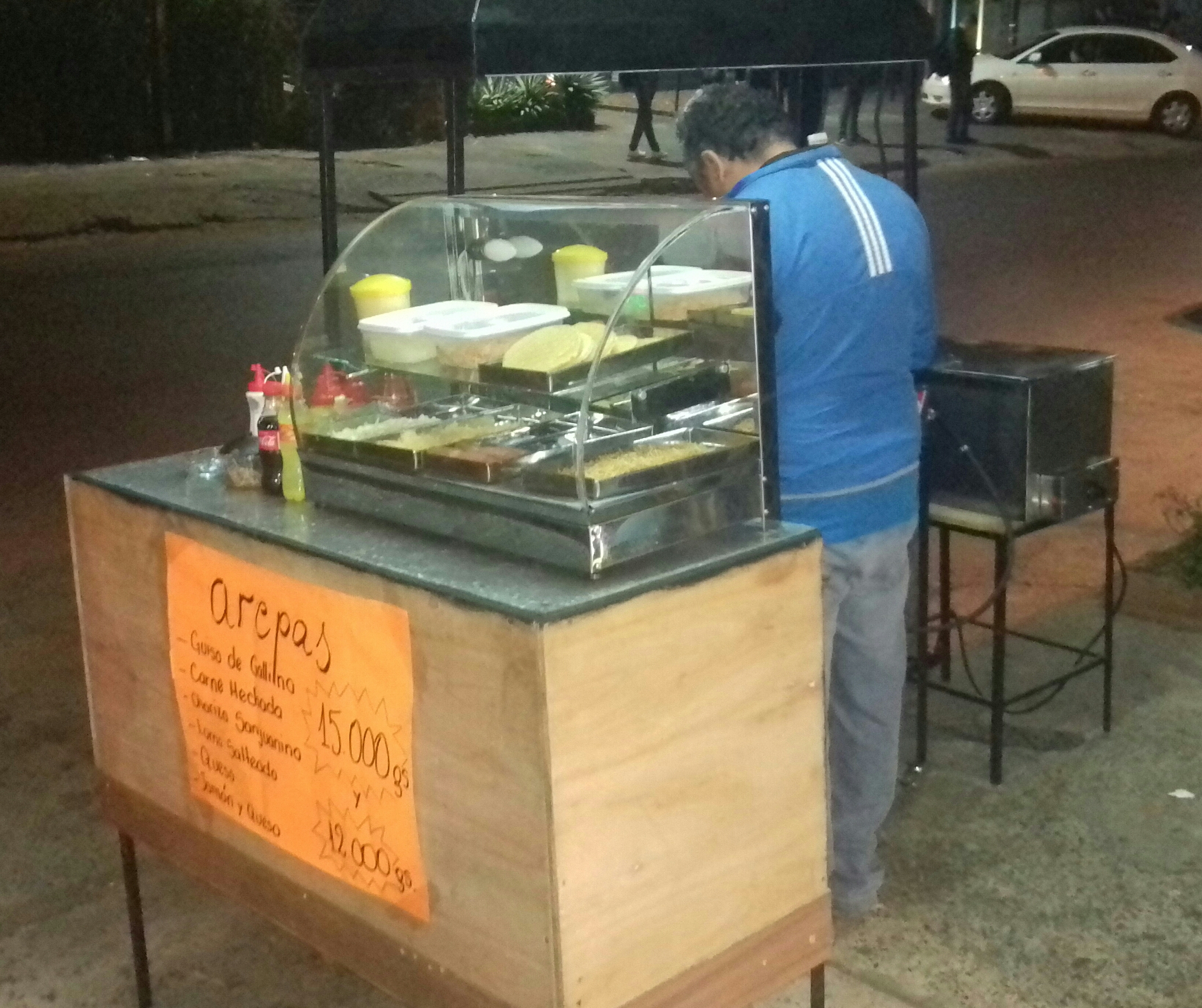
Vendedor de arepas en San Lorenzo.

## Principales asociaciones e instituciones

### Asociación de Venezolanos en Paraguay
Creada en Asunción, en el 2017, su objetivo es trabajar en la orientación sus connacionales que estén proceso migratorio, como a los que ya se encuentran el país tramitando su radicación y acceso laboral. También persigue estos propósitos:
- Establecer convenios con diversas asociaciones o empresas, para el envío de medicamentos a Venezuela.[17]
- Trabajar con la Red de Migrantes Jesuitas para la asistencia a los refugiados.[17]

- Realizar actividades para dar a conocer la cultura venezolana y mediante ellos, generar ingresos a la asociación.[17]